# Eduard Edler
Friedrich Wilhelm Eduard Edler (* 14. Februar 1887 in Elbing; † 2. Oktober 1969 in Hamburg) war ein in Hamburg lebender deutscher Marine- und Landschaftsmaler sowie Plakatkünstler.

## Leben
Erst als Anfang der 2000er Jahre zahlreiche Gemälde von Eduard Edler im Kunsthandel auftauchten, begann auch die Wissenschaft mit der Erforschung seines Lebens und seines Werkes. Das Wissen bleibt lückenhaft: Erste Informationen über ihn liegen erst vor, als er bereits als junger Mann zur See ging und Seemann wurde. Während des Ersten Weltkrieges diente Eduard Edler im 3. Garde-Regiment zu Fuß als Grenadier und war mit dieser Einheit an der Front in Frankreich eingesetzt. Bekannt ist von dort nur ein Lazarettaufenthalt vom Juli bis August 1918 aufgrund einer Grippeepidemie (zur Zeit der ersten Welle der Spanischen Grippe). Nach Auflösung des Regiments im Dezember 1918 in Berlin wurde er ins Zivilleben entlassen.
Die nächsten Informationen über ihn sind erst für das Jahr 1935 verfügbar. Spätestens seit dieser Zeit wohnte und lebte er in Hamburg. 1937 heiratete er dort die Witwe Elisabeth Emonts, ohne ihren Sohn Heinz Emonts zu adoptieren. In ihrer gemeinsamen Wohnung nutzte er ein kleines Zimmer als Atelier. Die Ehe wurde 1952 geschieden, in zweiter Ehe heiratete er die 1907 geborene Irmgard Lehmann. Am 2. Oktober 1969 starb Eduard Edler in Hamburg.

## Schaffen und Werk
Nur die wenigsten Werke Eduard Edlers sind datiert, daher ist auch der Beginn seiner künstlerischen Laufbahn schwierig zu rekonstruieren. Die Forschung geht davon aus, dass Edler wahrscheinlich eine Ausbildung zum Graphiker hatte und sich darüber hinaus wie viele seiner Malerkollegen (z. B. Willy Stöwer oder Hans Bohrdt) autodidaktisch als Maler weitergebildet und gearbeitet hat. Edler konnte von seiner Malerei leben und bezeichnete sich selbst als Marinemaler und Graphiker.
Neben wenigen Landschaftsgemälden aus dem Frühwerk liegen von Eduard Edler Werbeplakate für Reedereien im Art-déco-Stil vor. Schwerpunkt seines Schaffens waren zahlreiche Gemälde von Schiffen, die er ebenfalls im Auftrag von Reedereien gemalt hat. Diese Gemälde entstanden vor allem zwischen den beiden Weltkriegen. Die meisten der Schiffsansichten malte er für die Hamburg-Amerikanische Packetfahrt-Actien-Gesellschaft (Hapag), die in den 1940er Jahren eine Serie von Bildern im Hinblick auf das 100-jährige Firmenjubiläum 1947 in Auftrag gegeben hatte. Darüber hinaus war er auch für die Woermann-Linie oder die Flensburger Reederei H. C. Horn tätig. Oftmals standen ihm nur Baupläne, alte Ansichten oder Bilder von Schwesterschiffen als Vorlage zur Verfügung, so dass die Schiffsporträts nicht unbedingt wirklichkeitsgetreu waren, sondern als Annäherung zu verstehen sind. In dieser Zeit verwendete er hauptsächlich Gouachefarben, die Schiffsporträts wurden überwiegend in traditioneller Seitenansicht dargestellt. Noch während des Zweiten Weltkriegs entstand auch eine Serie von Bildern für die auf dänischen Werften (aus Furcht vor Sabotage für dänische Scheinfirmen) erbauten Schiffe des Hansa-Bauprogramms wie die Alstertor u. a., die nach dem Krieg beschlagnahmt wurden und nie unter Hapag-Flagge liefen, wie sie der Maler auf seinen Bildern zeigte.
Nach Kriegsende sind zunächst keine Werke bekannt. Erst in den 1950er Jahren malte er parallel zur langsam wieder aufgebauten Handelsflotte weitere Schiffsporträts. Hauptkunden waren nun kleinere Reedereien, abgebildet wurden häufig Küstenmotorschiffe. Die Qualität der Gemälde aus den 1930er Jahren erreichte er in dieser Zeit nicht mehr. Statt der Gouachefarben nutze er nun verstärkt Ölfarben. Charakteristisch für seine Schiffsporträts war der aus dem Schornstein aufsteigende Rauch, der durch den Fahrtwind heruntergedrückt wurde. Die Auktionskataloge aus dieser Spätzeit bieten viele Schiffsbilder, doch zu Eduard Edlers Leben nach dem Krieg liegen keine weiteren Informationen vor. Seine Lebensdarstellung bleibt ein Torso.

## Werke (Auswahl)
- Im Hardangerfjord
- Die ‚Usaramo‘ auf hoher See
- Sommerliche Bucht mit Segelbooten vor Capri (1915)
- M.S. ‚Heluan‘ rolling on sunny sea
- Schiffsbildnis der ‚Neviges‘
- To the West Indies, Florida and New York (Plakat)
- Seereise nach Amerika (Plakat)
- Nach Kanada (Plakat)
- Hafenansicht mit der ‚Hamburg‘ (Plakat)
- Mitternachtssonne in den Lofoten
- Schiffsportrait ‚Prins Bertil‘
- Rufiji Fluss in Tansania
- Passagierdampfer ‚Cap Polonio‘
- Schiffe im Hafen von Hong Kong
- Im Hafen von Hong Kong (1906)
- On the wind
- Woermann-Linie (Plakat, um 1920)
- The ‚S.S. Hamburg‘ at sea (1930)
- Ships portrait of the cargo ship ‚Rotersand‘
- Arnold Bernstein Line (Plakat)
- Schiffsporträt ‚Spitalertor‘ (um 1944)
- Dampfer Prussia (um 1900–1950)
- Bremer Motorschiff ‚Brillant‘ auf hoher See (um 1954)
- Ozeandampfer und Segelschiff in einem Hafen